# Hettenschlag
Hettenschlag – miejscowość i gmina we Francji, w regionie Grand Est, w departamencie Górny Ren.
Według danych na rok 1990 gminę zamieszkiwało 246 osób, 32 os./km².